# Santa Maria de Coreixas
Coreixas foi uma antiga freguesia portuguesa, anexada à freguesia de Irivo e era antigo curato da apresentação do Mosteiro de Cête. Com a anexação foi originada Irivo-e-Coreixas que foi assim denominada por muito tempo.
A actual freguesia de Irivo era anteriormente denominada de São Vicente de Irivo.
A freguesia de Santa Maria de Coreixas era unida "in perpetuum", por breves apostólicos, ao Colégio de Nossa Senhora da Graça de Coimbra. O antigo bispado de Penafiel também incorporava esta antiga freguesia.
Segundo os registos das Memórias Paroquiais de 1758, a freguesia de Santa Maria de Coreixas tinha 12 lugares, 41 fogos, 122 pessoas maiores de idade. Os lugares existentes nessa época eram: Ermida, Coreixas, Galharda, Braços, Sardam, Feira Nova, Lama, Carvalhal, Carvalho, Torre Alta e Torre Baixa. A agricultura era predominante, havendo cultura de milho, centeio e vinha, para produção de vinho verde.

## Património
A Capela da Ermida, de origem desconhecida era a igreja paroquial desta extinta freguesia, sendo que actualmente aí faz, a 8 de Dezembro, uma romaria a Nossa Senhora da Conceição.